# À la recherche de l'homme parfait
Pour plus de détails, voir Fiche technique et Distribution.
À la recherche de l'homme parfait (Because I Said So ou Cherche homme parfait au Québec) est une comédie dramatique américaine réalisée par Michael Lehmann, sortie en 2007.
À ne pas confondre avec À la recherche de M. Parfait (Making Mr. Right), téléfilm de Paul Fox en 2008.

## Synopsis
Daphné Wilder vit avec ses trois filles, Maggie, Mae et Milly. Elle décide de trouver l'homme "parfait" pour Milly, afin que celle-ci ne fasse pas les mêmes erreurs qu'elle. Daphné fait donc passer, à l'insu de ses filles, une petite annonce personnelle sur Internet pour sélectionner les prétendants…

## Fiche technique
- Titre : À la recherche de l'homme parfait
- Pays d'origine : États-Unis
- Scénario : Karen Leigh Hopkins et Jessie Nelson
- Réalisateur : Michael Lehmann
- Genre : comédie dramatique
- Durée : 102 minutes
- Date de sortie : 
  - États-Unis : 2 février 2007

## Distribution
- Diane Keaton (VF : Béatrice Delfe ; VQ : Élizabeth Lesieur) : Daphne Wilder
- Mandy Moore (VF : Elisabeth Ventura ; VQ : Mélanie Laberge) : Milly Wilder
- Gabriel Macht (VF : Damien Boisseau ; VQ : Patrice Dubois) : Johnny
- Tom Everett Scott (VQ : Antoine Durand) : Jason
- Stephen Collins (VQ : Jean-Luc Montminy) : Joe
- Lauren Graham (VF : Nathalie Régnier ;  VQ : Nadia Paradis) :  Maggie Wilder-Decker
- Piper Perabo (VF : Dorothée Pousséo ; VQ : Pascale Montreuil) : Mae Wilder
- Tony Hale (VQ : Daniel Picard) : Stuart
- Sophina Brown (VQ : Joëlle Morin) : Matisse

 Source et légende : version française (VF) sur RS Doublage et version québécoise (VQ) sur Doublage.qc.ca